# 东乌铁路
东乌铁路自内蒙古鄂尔多斯东胜至内蒙古乌海，全线长340公里，为单线电气化铁路。总投资32亿元，2004年11月8日奠基，2005年5月全线开工建设，2006年6月开始铺轨，2007年4月30日贯通，2008年1月5日建成通车。
东乌铁路东起包神铁路东侧海勒斯壕集运站，上跨包神铁路通过联络线与包神铁路沙沙圪台站接轨，经伊金霍洛旗、乌审旗、鄂托克旗，在乌海海南区公乌素站与海公铁路交汇，在宁夏石嘴山惠农站与包兰铁路交汇。实际上东乌铁路西侧终点是海拉铁路的公乌素站。南北煤运通道蒙华铁路的起点也将设在乌审旗乌审召镇境内的东乌铁路浩勒报吉站。
2011年规划的东乌铁路增建二线工程，东起伊金霍洛旗桃林站，全线与既有东乌铁路基本平行并继续向西延伸，至棋盘井站，项目总投资约64.3亿元。

## 技术标准
- 等级：地铁Ⅰ级单线电气化铁路，线下工程预留国铁Ⅱ级条件
- 正线数目：单线电气化
- 限制坡度：棋盘井以东9‰，最小曲线半径800m，棋盘井以西公务素联络线限制坡度为12.5‰，最小曲线半径500m。
- 牵引种类：电力机车SS3B单机，牵引质量（定吨）为5800t，到发线有效长度1080m，单线64D半自动闭塞，设计与速度120km/h。
- 牵引质量：近期5000吨，远期6000吨
- 全线车站：共设22个站，运营初期开通12个，开通车站有（由东至西）：海勒斯壕站，活蚕沟站，伊金霍洛旗站，桃林站，纳林希里站，浩勒报吉站，巴彦淖站，邮政井站，鄂托克旗站，三北羊场站，田盖素站，棋盘井站。